# Saison 1994-1995 du Football Club auscitain
La saison 1994-1995 du Football Club auscitain est la sixième saison consécutive du club Gersois dans l’élite du rugby français.
L'équipe évolue pour la dernière fois sous les ordres de l’entraîneur Jacques Brunel.
Après avoir terminé la saison précédente premier club national après la première phase, Auch  subit les départs du leader de son pack Christophe Porcu et de son ouvreur et buteur Thierry Ducès.
Auch malgré ses performances commence à avoir des difficultés financières dans un rugby qui commence à devenir professionnel. 
Il manque pour 4 points la qualification en Top 16 au profit de Montpellier du jeune ouvreur Jérémy Valls.

## Classement des 4 poules de 8
Les équipes sont listées dans leur ordre de classement à l'issue de la première phase qualificative. Les quatre premières équipes de chaque poules sont qualifiées pour le Top 16.
| Poule 1 1. USA Perpignan, 35 pts 2. Stade toulousain, 33 pts 3. RC Narbonne, 32 pts 4. Montpellier RC, 32 pts 5. FC Auch, 28 pts 6. SC Graulhet, 24 pts 7. RC Châteaurenard, 22 pts 8. CA Périgueux, 18 pts Poule 3 1. US Dax, 34 pts 2. CA Bègles-Bordeaux, 34 pts 3. SU Agen, 32 pts 4. RC Nîmes, 30 pts 5. Biarritz olympique, 29 pts 6. Section paloise, 27 pts 7. Avenir valencien, 21 pts 8. Mandelieu, 17 pts | Poule 2 1. CA Brive, 34 pts 2. CS Bourgoin-Jallieu, 33 pts 3. Racing club de France, 32 pts 4. Castres olympique, 31 pts 5. RRC Nice, 31 pts 6. AS Montferrand, 29 pts 7. Tarbes Pyrénées, 18 pts 8. Saint-Paul sports, 16 pts Poule 4 1. FC Grenoble, 33 pts 2. FCS Rumilly, 32 pts 3. RC Toulon, 32 pts 4. US Colomiers, 30 pts 5. Stade bordelais, 30 pts 6. Aviron bayonnais, 28 pts 7. Stade dijonnais, 23 pts 8. Tyrosse RCS, 16 pts |

## Les matchs de la saison
Auch termine 5e de sa poule malgré un bilan équilibré de 7 victoires et 7 défaites (28 points).

### À domicile
- Auch-Montpellier 23-8
- Auch-Périgueux 15-6
- Auch-Chateaurenard 36-0
- Auch-Toulouse 23-17 : 5e victoire consécutive à domicile contre le Stade toulousain.
- Auch-Graulhet 15-13
- Auch-Narbonne 12-0
- Auch-Perpignan 15-24

### À l’extérieur
- Montpellier-Auch 21-11
- Périgueux-Auch 15-17
- Châteaurenard-Auch 14-6
- Graulhet-Auch 50-19
- Toulouse-Auch 50-19
- Narbonne-Auch 12-11
- Perpignan-Auch 34-7

### Coupe Moga
Dans la seconde phase (coupe André Moga), il se voit relégué en groupe A2 (seul le premier de poule est maintenu).
Auch est relégué en groupe A2 dans une poule où seul le premier (Pau) est maintenu dans l’élite, réduite de 32 à 20 clubs.

### À domicile
- Auch-Tarbes 18-8
- Auch-Pau : ?
- Auch-Tyrosse 37-11

### À l’extérieur
- Tarbes-Auch : ?
- Pau-Auch : ?
- Tyrosse-Auch 8-3

## Challenge de l’espérance
Malgré sa 16e place en championnat la saison passée, Auch ne fait pas partie des 20 clubs admis à disputer le Challenge Yves du Manoir et doit se contenter du challenge de l'Espérance.

### Phases finales
‌

## Effectif
- Arrières : Frédéric Cazaux
- Ailiers : Jean-François Aguilar, Jérôme Lauray, Serge Lauray, Jérôme Lussan, Moktar Ouffriche
- Centres : Philippe Bérot, Christophe Dalgalarrondo, Thierry Ducès
- Ouvreurs : Frédéric Daroque, Thierry Labric
- Demis de mêlées : Gilles Boué, Serge Milhas, Yoan Wencker
- Troisièmes lignes centre : Jean-Pierre Escoffier, Pierre Ortet
- Troisièmes lignes aile : Pascal Daroles, Jérôme Rouquet, Alain Sabbadin
- Deuxièmes lignes : Sébastien Cavalière, Sandu Ciorăscu, Jean-Louis Gaussens
- Talonneurs : Patrick Pérusin, Jean-Marc Béderède, David Barthélémy
- Piliers : Stéphane Graou, Éric Mendousse, Thierry Pomès, Christian Rocca, Joël Rocca

## Transferts en fin de saisons

### Départs
- Serge Milhas à Lannemezan
- Pierre Ortet à Grenoble
- Sabadens à Condom

### Arrivées
- Grégory Patat (Troisième ligne) monte des juniors Reichel
- Stéphane Cambos (Centre) de ?
- Jean-Baptiste Rué (Talonneur) de Saint-Gaudens